# Mittereggspitze
Mittereggspitze är en bergstopp i Österrike. Den ligger i distriktet Lienz och förbundslandet Tyrolen, i den centrala delen av landet. Toppen på Mittereggspitze är 3 044 meter över havet, eller 247 meter över den omgivande terrängen.
Den högsta punkten i närheten är Hoher Eichham, 3 371 meter över havet, 3,7 km väster om Mittereggspitze.
I omgivningarna runt Mittereggspitze förekommer i huvudsak kala bergstoppar och alpin tundra.